# Centre national de recherches météorologiques
Le Centre National de Recherches Météorologiques (CNRM) est une unité mixte de recherche (UMR3589) ayant pour tutelle Météo-France et le Centre national de la recherche scientifique (CNRS).

## Thèmes de recherche
- Prévision météorologique

1. Météorologie urbaine
2. Prévision à l'échelle kilométrique

- Physique et dynamique de l'atmosphère
- Connaissance du climat
- Interactions entre l'homme, le climat et l'atmosphère
- Programme International Géosphère-Biosphère
- Les domaines de recherche couverts s'étendent à certaines frontières de la météorologie comme la chimie atmosphérique, l'océanographie, l'hydrologie de surface[2]…

## Implantations
La plus grande partie du CNRM est située à Toulouse, sur la Météopôle :
- le "Groupe de Modélisation et d’Assimilation pour la Prévision" (GMAP)
- le "Groupe de Météorologie à Moyenne Échelle" (GMME)
- le "Groupe de Météorologie de Grande Échelle et Climat" (GMGEC)
- le "Groupe de Météorologie Expérimentale et Instrumentale" (GMEI)

Un cinquième groupe est implanté à Grenoble :
- le Centre d'études de la neige (CEN)

Depuis 2019, un sixième groupe, implanté à Lannion, a été intégré:
- le Centre d’Études en Météorologie Spatiale (CEMS)